# Gary Clark, Jr.
Gary Lee Clark, Jr. (* 15. února 1984 Austin, Texas) je americký zpěvák a kytarista ovlivněný blues, jazzem, soulem, country, a také hip hopem. Roku 2014 získal cenu Grammy za nejlepší R&B vystoupení. V roce 2004 vydal své debutové album 110 a o čtyři roky později následovala druhá deska Worry No More, do roku 2015 vydal další dvě alba.

## Hudební kariéra
Gary Clark, Jr. začal hrát na kytaru ve svých 12 letech. Ve svém rodišti v Austinu hrál na několika menších koncertech, než potkal Clifforda Antona, majitele austinského klubu Antone's, kde začínali bluesoví kytaristé, jako byli Stevie Ray Vaughan a jeho bratr Jimmie Vaughan. Nedlouho poté, co se Clark seznámil s Antonem, potkal Jimmyho Vaughana a jiné umělce texaské rock and rollové scény, kteří Clarkovi pomohli začít jeho profesionální kariéru. Clark ve své tvorbě ukazuje, jak se formoval blues s prvky country či hip hopu.
V dubnu 2011 byl Clark časopisem Rolling Stone vyhlášen za nejlepšího novodobého umělce rockové hudby. Také spolupracoval s umělci jako jsou Sheryl Crow, se kterou nahrával píseň „I Want You Back“ od Jackson 5 na albu 100 Miles from Memphis. Důležitější však byla spolupráce s Aliciou Keys, se kterou v New Yorku pracoval na dvou písních, a Alicia později zveřejnila Clarkovo album na svém Twitteru, také spolupracoval se skupinou Foo Fighters na písních „What Did I Do“ a „God as My Witness“ z alba Sonic Highways z roku 2014.
Na svém albu z roku 2015 The Story of Sonny Boy Slim, které představil i v Praze, Clark představuje směsici funku, hip hopu, ale i folku, a samozřejmě nezapomíná na blues, které tvoří náboj všech jeho skladeb. Za zmínku také stojí, že kromě kytary Clark hraje na klávesy či baskytaru. Gary Clark, Jr. je považován za naději elektrického blues, a svou virtuozitou se často blíží k Jimimu Hendrixovi.

## Soukromý život
Clark žije se svou dlouholetou partnerkou, australskou modelkou s italskými předky Nicole Trunfio. 11. ledna 2015 se páru narodil chlapec Zion Rain 19. dubna 2016 proběhla svatba a v říjnu 2017 oznámili, že čekají druhého potomka, tentokrát dceru pojmenovanou Gia “Gigi” Leblane . V únoru 2020 se páru narodila dcera Ell Wolf, třetí potomek. 

## Diskografie
- 110 (2004)
- Worry No More (2008)
- Blak and Blu (2012)
- The Story of Sonny Boy Slim (2015)
- This Land (2019)